# 2002 en sport
Cet article présente les faits marquants de l'année 2002 en sport.

## Athlétisme
En 2002 Max Henrotin ; grand athlète vis le jour.
- 7 avril, marathon de Paris. Vainqueur masculin : Benoît Zwierzchiewski, 2 h 08 min 18 s, vainqueur féminin : Marleen Renders, 2 h 23 min 04 s.
- 14 septembre, Grand Prix de Paris-Charléty : Tim Montgomery améliore le record du monde du 100 mètres d'un centième de seconde en 9,78 s. Convaincu de dopage, son record est annulé par l'IAAF en 2005.

## Automobile
- 20 janvier, Rallye : Tommi Mäkinen remporte le Rallye automobile Monte-Carlo, (sa 4e victoire consécutive sur ce rallye) au volant d'une Subaru Impreza.
- 26 mai, Indy Racing League : Hélio Castroneves gagne la course d'Indianapolis 500.
- 16 juin, 24 Heures du Mans : les 24 heures sont enlevées par l'écurie Audi avec les pilotes Frank Biela, Tom Kristensen et Emanuele Pirro.
- 21 juillet, Formule 1 : en remportant le Grand Prix de France et alors qu'il reste encore six Grand Prix à courir, Michael Schumacher est déjà assuré du gain du Championnat du monde de Formule 1 au volant d'une Ferrari.
- 6 octobre : en remportant le Rallye de Nouvelle-Zélande, le finlandais Marcus Grönholm s'assure du titre à deux épreuves de la fin de saison.

## Balle au tambourin
- Le club de Cournonsec est champion de France chez les hommes ; Notre-Dame-de-Londres conserve son titre chez les femmes.
- Borgosatollo (Italie) remporte sa troisième Coupe d'Europe des clubs champions consécutive.
- Chiusano (Italie) remporte sa première Coupe d'Europe des clubs champions féminins.

## Baseball
- MLB : les Anaheim Angels remportent les World Series face aux San Francisco Giants par 4 victoires pour 3 défaites.
- Finale du championnat de France : Savigny bat Montpellier.

## Basket-ball
- L'Université du Maryland champion NCAA en s'imposant 64-52 sur l'Université d'Indiana.
- 17 avril : dernière édition de la Coupe Korać remportée par le SLUC Nancy face au Lokomotiv Mineralnye Vody à Rostov.
- 28 avril, Euroligue féminine : Valenciennes (France) remporte l'Euroligue en gagnant la finale 78-72 face aux Polonaises de Gdynia.
- Avril : Valenciennes devient championne de France devant Bourges et réalise ainsi la passe de quatre pour la première fois en gagnant également la Coupe de France et le tournoi de la fédération.
- 5 mai, Euroligue : Panathinaikos (Grèce) bat Bologne (Italie) en finale, 89 à 83.
- 12 juin, NBA : Los Angeles Lakers champions NBA après leur succès probant en finale face aux New Jersey Nets en quatre victoires sèches.
- 23 juin : l'ASVEL Lyon-Villeurbanne est championne de France en battant Pau-Orthez (65-64).
- 29 août - 8 septembre : à Indianapolis (États-Unis). La Yougoslavie s'impose en finale des Championnats du Monde 84-77 après prolongation face à l'Argentine. Les États-Unis sombrent en terminant cette compétition à la 6e place.
- 14 août - 25 août : en Chine. Les Américaines deviennent championnes du monde féminines en écartant en finale la Chine, 79 à 74.

## Catch
- 20 janvier, World Wrestling Federation : Triple H remporte la 15e édition du Royal Rumble.
- 23 février, premier show de la Ring of Honor.
- 17 mars, World Wrestling Federation : Lors de la 18e édition de WrestleMania, Triple H bat Chris Jericho et remporte le championnat Undisputed de la WWF.
- 25 mars, World Wrestling Federation : création de la Brand Extension entre Raw et SmackDown avec la Draft Lottery.
- 6 mai, la World Wrestling Federation change de nom et devient la World Wrestling Entertainment.
- 10 mai, premier show de la Total Nonstop Action Wrestling.

## Cricket
- Le Surrey champion d'Angleterre.

## Cyclisme
- 10 au 17 mars : Paris-Nice,  victoire du Kazakh Alexandre Vinokourov devant les Français Sandy Casar et Laurent Jalabert à moins d'une minute.
- 23 mars : Mario Cipollini (Italie) gagne la classique Milan-San Remo.
- 7 avril : Andrea Tafi (Italie) le Tour des Flandres.
- 14 avril :  Johan Museeuw (Belgique) Paris-Roubaix.
- 21 avril :  Paolo Bettini (Italie) Liège-Bastogne-Liège.
- 11 mai au 2 juin : Tour d'Italie.Paolo Savoldelli (Italie) remporte le Giro.
- 6 au 28 juillet : Tour de France. Lance Armstrong (États-Unis) devance Joseba Beloki (Espagne) et Raimondas Rumšas (Lituanie) dont l'épouse passera des mois dans une prison française. Robbie McEwen (Australie) gagne le classement par points (maillot vert); Laurent Jalabert est roi de la montagne (maillot à pois) tandis que le meilleur jeune est Ivan Basso (maillot blanc).
  - Article détaillé : Tour de France 2002
- 7 septembre au 29 septembre : Tour d'Espagne. Aitor González (Espagne) remporte la Vuelta.
- 29 septembre : championnats du monde sur piste. La France n'obtient qu'une seule médaille d'or avec Franck Perque et Jérôme Neuville en américaine. Elle n'est que quatrième au classement des médailles derrière l'Australie, la Grande-Bretagne et la Biélorussie.
- 13 octobre : Mario Cipollini (Italie) remporte le maillot arc-en-ciel aux championnats du monde sur route à Zolder (Belgique).

## Équitation
- 1er septembre : Stéphane Chouzenoux champion du mode d'attelage à un cheval
- 10 au 22 septembre : Jeux équestres mondiaux à Jerez de la Frontera en Espagne :
  - saut d'obstacles individuel : Dermott Lennon (IRL) et Liscalgot
  - saut d'obstacles par équipe : France (Reynald Angot, Gilles Bertran de Balanda, Éric Levallois, Éric Navet et le capitaine Jean-Marie Bonneau)
  - dressage individuel : Nadine Capellmann (GER) et Farbenfroh
  - dressage par équipe : Allemagne
  - complet individuel : Jean Teulère (FRA) et Espoir de la Mare
  - complet par équipe : États-Unis.

## Football
- 10 février : le Cameroun remporte la 23e Coupe d'Afrique des nations en battant le Sénégal en finale.
- 27 mars, match amical : France bat Écosse 5 à 0 au Stade de France.
- 4 mai : l'Olympique lyonnais est champion de France pour la première fois de son histoire.
- 5 mai : la Juventus enlève un 26e titre de champion d'Italie.
- 8 mai : Feyenoord Rotterdam enlève la Coupe UEFA en gagnant la finale contre le Borussia Dortmund, 3-2.
- 15 mai : le Real Madrid gagne une nouvelle Ligue des champions en écartant en finale le Bayer Leverkusen (2-1).
- 31 mai au 30 juin : Coupe du monde au Japon et en Corée : l'équipe du Brésil remporte la cinquième Coupe du monde de football de son histoire en battant l'Allemagne 2 buts à 0.

## Football américain
- 4 février : les New England Patriots remportent le Super Bowl XXXVI face aux St. Louis Rams. Article détaillé : Saison NFL 2001.
- 22 juin :  finale du championnat de France : Argonautes d'Aix-en-Provence 23-21 Flash de La Courneuve
- 22 juin : NFL Europe, World Bowl X : Berlin Thunder (Allemagne) 26-20 Rhein Fire (Allemagne)
- Eurobowl XVI : Bergamo Lions (Italie) 27-20 Braunschweig Lions (Allemagne).

## Football australien
- Les Brisbane Lions sont champions de l'Australian Football League.

## Football canadien
- Les Alouettes de Montréal remportent la Coupe Grey 25-16 face aux Eskimos d'Edmonton.

## Golf
- 14 avril : Tiger Woods (États-Unis) gagne le tournoi des Masters.
- 16 juin : Tiger Woods (États-Unis) empoche l'US Open.
- 21 juillet : Ernie Els (Afrique du Sud) gagne le British Open.
- 18 août : Rich Beem (États-Unis) remporte le tournoi de la PGA.
- 13 octobre : Alex Cejka (Allemagne) gagne le Trophée Lancôme.

## Handball
- 3 février : la Suède remporte à domicile son troisième titre européen consécutif en battant en finale du Championnat d'Europe, l'Allemagne 33-31 après prolongation.
- 20 avril : Bagarre lors de la finale aller de la Coupe des coupes entre les joueurs du BM Cuidad Real et ceux du SG Flensburg-Handewitt[1].
- 27 avril : SC Magdebourg (Allemagne) remporte la Ligue des champions face au Veszprém KSE (Hongrie).
- 16 mai : à la suite des altercations lors de la finale aller de la Coupe des coupes le 20 avril, l'EHF inflige une amende de 5400 euros au BM Cuidad Real, tandis que Veselin Vujović et Rolando Urios (entraineur et joueur de Ciudad Real) ainsi que Christian Berge (joueur de Flensbourg) ont été punis d'une suspension pour respectivement 2 ans, 11 et 9 mois.
- 19 mai : Kometal GP Skopje (Macédoine) gagne la Ligue des champions face au Ferencváros TC Budapest (Hongrie).
- 15 décembre : le Danemark et la Norvège se défient une troisième fois en finale de la sixième édition du Championnat d'Europe. Tandis que le titre tombe dans l'escarcelle danoise (25-22), la France a remporté un peu plus tôt sa première médaille européenne, le bronze, face à la Russie (27-22).

## Hockey sur glace
- Coupe Magnus : Reims champion de France.
- Davos champion de Suisse.
- 11 mai : la Slovaquie championne du monde.
- 13 juin : les Red Wings de Détroit remporte la Coupe Stanley.

## Jeux olympiques
- 8 au 24 février : Jeux olympiques d'hiver à Salt Lake City (États-Unis).
  - Article de fond: Jeux olympiques d'hiver de 2002.

Table des médailles
| Rang | Nations    | Médaille d'or, Jeux olympiques | Médaille d'argent, Jeux olympiques | Médaille de bronze, Jeux olympiques | Total |
| ---- | ---------- | ------------------------------ | ---------------------------------- | ----------------------------------- | ----- |
| 1er  | Allemagne  | 12                             | 16                                 | 7                                   | 35    |
| 2e   | Norvège    | 11                             | 7                                  | 6                                   | 24    |
| 3e   | États-Unis | 10                             | 13                                 | 11                                  | 34    |
| 4e   | Russie     | 6                              | 6                                  | 4                                   | 16    |
| 5e   | Canada     | 6                              | 3                                  | 8                                   | 17    |
| 6e   | France     | 4                              | 5                                  | 2                                   | 11    |
| 7e   | Italie     | 4                              | 4                                  | 4                                   | 12    |
| 8e   | Finlande   | 4                              | 2                                  | 1                                   | 7     |
| 9e   | Pays-Bas   | 3                              | 5                                  | 0                                   | 8     |
| 10e  | Suisse     | 3                              | 2                                  | 6                                   | 11    |

## Moto
- Vitesse
  - Moto GP : Valentino Rossi (Italie) champion du monde en Moto GP sur une Honda.
  - 250 cm3 : Marco Melandri (Italie) champion du monde en 250 cm3 sur une Aprilia.
  - 125 cm3 : Arnaud Vincent (France) champion du monde en 125 cm3 sur une Aprilia.
- Endurance
  - 12 - 13 avril, 24 Heures du Mans : Suzuki remporte l'épreuve avec les pilotes Bayle, Dussauge et Gimbert.
  - 14 - 15 septembre, Bol d'or : Suzuki remporte l'épreuve avec les pilotes Bayle, Gimbert et Dussauge.
- Moto-cross
  - 500 cm3 : Stefan Everts (Belgique) est champion de monde en 500 cm3 sur une KTM.
  - 250 cm3 : Mickaël Pichon (France) est champion de monde en 250 cm3 sur une Suzuki.
  - 125 cm3 : Mickaël Maschio (France) est champion de monde en 125 cm3 sur une Kawasaki.
  - Supercross : Ricky Carmichael (États-Unis) est champion de monde de supercross.
- Enduro
  - 24 février : Enduro du Touquet. Arnaud Demeester gagne l'Enduro du Touquet sur une Yamaha.

## Natation
- 16 janvier : le nageur américain Ed Moses bat le record du monde du 200 m brasse en petit bassin, à Paris, le portant à 2 min 4 s 37.
- 22 janvier : le nageur américain Ed Moses bat les records du monde des 50 et 200 m brasse en petit bassin, à Stockholm, les portant, respectivement, à 26 s 28 et 2 min 3 s 28.
- 23 janvier : le nageur américain Ed Moses bat le record du monde du 100 m brasse en petit bassin, à Stockholm, avec 57 s 47.
- 26 janvier : le nageur américain Ed Moses bat le record du monde du 200 m brasse en petit bassin, à Berlin, l'abaissant à 2 min  03 s 17.
- 29 juillet : le nageur russe Yevgeny Sadovyi bat le record du monde du 400 m nage libre, à Barcelone, le portant à 3 min  55 s 00.
- 30 juillet : le nageur australien Ian Thorpe bat son propre record du monde du 400 m nage libre, à Manchester, lors de la finale des Jeux du Commonwealth, en 3 min  40 s 08.
- 30 juillet : le nageur finlandais Jere Hård bat le record d'Europe du 50 m papillon, à Berlin, lors de la finale des Championnats d'Europe, l'abaissant à 23 s 50.
- 30 juillet : le nageur allemand Stev Theloke bat le record d'Europe du 100 m dos, à Berlin, lors de la finale des Championnats d'Europe, avec 54 s 42.
- 1er août : Yohan Bernard bat le record de France du 200 m brasse, à Berlin, lors de la finale des Championnats d'Europe, dans le temps de 2 min 11 s 77.
- 2 octobre : le nageur japonais Kōsuke Kitajima bat le record du monde du 200 m brasse, à Pusan, en 2 min 09 s 97.
- 13 décembre :  à Riesa, lors de la finale des Championnats d'Europe, Eva Risztov bat le record d'Europe du 800 m nage libre en petit bassin, le portant à 8 min 14 s 72.

## Patinage artistique
- Championnats du monde de patinage artistique :
  - hommes : victoire de Aleksey Yagudin, Russie.
  - femmes : victoire de Irina Sloutskaïa, Russie.
  - couple : victoire de Xue Shen et Hongbo Zhao, Chine.

## Pêche à la mouche
- Championnats du monde dans les Vosges (France) :
  - classement par équipes : médaille d'or, France;
  - classement individuel : champion du monde, Jérôme Brossutti (France).

## Rallye-raid
- 28 décembre au 13 janvier : 24e édition du Rallye Paris-Dakar. L'équipage composé de Hiroshi Masuoka et de Pascal Maimon s'impose en auto sur une Mitsubishi, l'Italien Fabrizio Meoni gagne sur une moto KTM, tandis que les Russes Tchaguine-Yakoubov-Savostine sont premiers en catégorie camions.

## Rugby à XIII
- 7 avril : à Carcassonne, Villeneuve-sur-Lot remporte la Coupe de France face à Pia 27-18.
- 2 juin : à Béziers, Villeneuve-sur-Lot remporte le Championnat de France face à l'Union treiziste catalane 17-0.

## Rugby à XV
- 6 avril en sport : le XV de France gagne le Tournoi des Six Nations en signant le premier Grand Chelem dans le format élargi à six équipes.
  - Article détaillé : Tournoi des six nations 2002
- 25 mai, Coupe d'Europe : les Leicester Tigers (Angleterre) remportent la Coupe d'Europe face au Munster Rugby (Irlande).
- 26 mai, finale du Bouclier européen : Sale Sharks (Angleterre) 25-22 Pontypridd RFC (Galles)
- 8 juin : le Biarritz olympique est champion de France de rugby.  En finale, le BO écarte le SU Agen sur le score de 25 à 22.
- 15 au 29 juin : tournée du XV de France dans l'hémisphère Sud avec trois défaites. Argentine 28-27 France, le 15 juin à Buenos Aires ; Australie 29-17 France, le 22 juin à Melbourne et Australie 31-25, France le 29 juin à Sydney.
- 10 août : en battant l'Afrique du Sud 23 à 30 à Durban, les All Blacks assurent leur première place finale dans le Tri-nations, avant même le match restant à disputer entre l'Australie et les Springboks.
- 17 août : le XV de Nouvelle-Zélande remporte le Tri-nations.
- 9 au 23 novembre : tournées d'automne avec deux victoires et un match nul. France 30-10 Afrique du Sud, le 9 novembre à Marseille ; France 20-20 Nouvelle-Zélande, le 16 à Saint-Denis et France 35-3 Canada, le 23 à St-Denis.

## Ski alpin
- Coupe du monde
  - Stephan Eberharter (Autriche) premier du classement général de la Coupe du Monde devant Kjetil André Aamodt (Norvège) et Didier Cuche (Suisse).
  - Michaela Dorfmeister (Autriche) première du classement général de la Coupe du Monde devant Renate Götschl (Autriche) et Sonja Nef (Suisse).

## Tennis
- 14 - 27 janvier, Open d'Australie :
  - Finale hommes : Thomas Johansson bat Marat Safin, 3-6, 6-4, 6-4, 7-6.
  - Finale femmes : Jennifer Capriati bat Martina Hingis, 4-6, 7-6, 6-2.
- 27 mai - 9 juin, Roland Garros :
  - Finale hommes : Albert Costa bat Juan Carlos Ferrero, 6-1, 6-0, 4-6, 6-3.
  - Finale femmes : Serena Williams bat Venus Williams, 7-5, 6-3.
- 24 juin - 8 juillet, Wimbledon :
  - Finale hommes : Lleyton Hewitt bat David Nalbandian, 6-1, 6-3, 6-2.
  - Finale femmes : Serena Williams bat Venus Williams, 7-6, 6-3.
- 26 août - 9 septembre, US Open :
  - Finale hommes : Pete Sampras bat Andre Agassi, 6-3, 6-4, 5-7, 6-4.
  - Finale femmes : Serena Williams bat Venus Williams, 6-4, 6-3.
- 2 - 3 novembre, Fed Cup : la Slovaquie remporte la Fed Cup en s'imposant en finale face à l'Espagne par 3 victoires pour 1 défaite.
  - Article détaillé : Fed Cup 2002
- 29 novembre - 1er décembre, Coupe Davis : la Russie remporte la Coupe Davis en s'imposant en finale face à la France par 3 victoires pour 2 défaites.
  - Article détaillé : Coupe Davis 2002
- 4 août : l'Argentin Guillermo Cañas remporte le tournoi Masters Series du Canada en battant en finale l'Américain Andy Roddick 6-4, 7-6.

## Voile
- 5 mai : Bruno Peyron et ses douze équipiers améliorent le record du tour du monde à la voile détenu par Olivier de Kersauson depuis 1997 de plus de sept jours. Ils ont mis 64 jours 8 heures 37 minutes et 24 secondes pour doubler les trois caps (Bonne-Espérance, Leeuwin et Horn).
- 29 août : Christophe de Pavant gagne la Solitaire du Figaro.
- 10 au 23 novembre : jours de départ et d'arrivée de la Route du Rhum. Michel Desjoyeaux la remporte en multicoques 60 pieds (FRA Géant en 13 jours 7 heures 53 secondes), Ellen MacArthur gagne en monocoques 60 pieds open (GBR, Kingfisher en 13 jours 13 heures et 47 secondes).

## Volley-ball
- 10 mars : Macerata (Italie) gagne la Ligue des Champions face à l'Olympiakos (Grèce), 3 sets à 1.
- 17 mars : le RC Cannes (France) gagne la Ligue des Champions féminines en s'imposant en finale face à Bergame (Italie), 3 sets à un.
- 5 mai : Paris Volley champion de France.
- 15 septembre : la Russie championne du monde féminine devant la Chine.
- 13 octobre : le Brésil champion du monde devant la Yougoslavie et la France.

## Water-polo
France
- Chez les hommes, l'Olympic Nice Natation remporte le Championnat de France pour la 6e fois et  la Coupe de France pour la 3e fois.
- Chez les femmes, l'ASPTT Nancy est Champion de France pour la 8e fois.

Europe
- Olympiakós est Coupe des champions (en) pour la 1re fois.
- AN Brescia remporte la LEN Euro Cup pour la 1re fois.

Monde
- 25 août : les Russes remportent la Coupe du monde pour la 1re fois.
- Les Hongroises remportent la Coupe du monde pour la 1re fois.
- Les Russes remportent la Ligue mondiale masculine pour la 1re fois.

## Naissances
- 22 janvier
  - Yanis Cimignani, footballeur français.
  - Caitlin Clark, joueuse de basket-ball américaine.
- 1er février : Marta Fiedina, nageuse synchronisée ukrainienne.
- 15 septembre : Mahla Momenzadeh, taekwondoïste iranienne.
- 10 novembre : Eduardo Camavinga, footballeur français.

## Décès
- 16 janvier. Bobo Olson, 74 ans, boxeur américain.
- 19 janvier : Jeff Astle, 59 ans, footballeur anglais (° 13 mai 1942).
- 4 mars : Velibor Vasović, 62 ans, footballeur puis entraîneur yougoslave (° 3 octobre 1939).
- 23 mars : Marcel Kint, surnommé « L'Aigle Noir », 87 ans, coureur cycliste belge (° 20 septembre 1914).
- 20 avril : Jean-Pierre Destrumelle, 61 ans, joueur, puis entraîneur de football français (° 2 janvier 1941).
- 13 mai : Valeri Lobanovski, 63 ans, footballeur soviétique et entraîneur ukrainien, (° 6 janvier 1939).
- 23 mai :
  - Sam Snead, 89 ans, golfeur américain (° 27 mai 1912).
  - Louis Junquas, 81 ans, joueur français de rugby à XV (° 11 septembre 1920).
- 26 mai : Mamo Wolde, 71 ans, coureur éthiopien (° 12 juin 1932).
- 1er juin : Hansie Cronje, 32 ans, joueur de cricket sud-africain (° 25 septembre 1969).
- 17 juin :
  - Fritz Walter, 81 ans, footballeur allemand (° 31 octobre 1920).
  - Willie Davenport, 59 ans, athlète américain, champion olympique du 110 mètres haies aux Jeux de Mexico (° 8 juin 1943).
- 4 juillet : Gérard Dufau, 77 ans, joueur de rugby à XV français (° 27 août 1924)
- 5 juillet : Ted Williams, 83 ans, joueur de baseball américain (° 30 août 1918).
- 11 septembre : Johnny Unitas, 69 ans, joueur de football américain (° 7 mai 1933).
- 18 septembre : Bob Hayes, 59 ans, athlète américain (° 20 décembre 1942).
- 12 novembre : Raoul Diagne, 92 ans, footballeur français (° 10 novembre 1910).
- 13 novembre : Juan Alberto Schiaffino, 77 ans, footballeur uruguayen, puis italien, champion du monde en 1950 (° 28 juillet 1925).
- 16 novembre : Justy Specker, 85 ans, international de basket-ball et de handball (° 18 août 1919)
- 20 décembre : Arthur Rowley, 76 ans, footballeur britannique, meilleur buteur dans la ligue anglaise de tous les temps (° 21 avril 1926).
- 29 décembre : Don Clarke, 69 ans, joueur de rugby à XV néo-zélandais qui a joué 89 fois pour les All Blacks de 1956 à 1964 (° 10 novembre 1933).